# Єпархіальний архієрей Української православної церкви (Московського патріархату)
Єпархіальний архієрей УПЦ московського патріархату (керівний архієрей, керівний єпископ) — керівний архієрей в УПЦ московського патріархату, важлива посада у її клірі. За статутом, він є спадкоємцем влади від апостолів, предстоятелем місцевої церкви — єпархії, що канонічно керує нею за соборного сприяння кліру й мирян.

## Обрання
Єпархіальний архієрей обирається і призначається синодом РПЦвУ й одержує відповідний указ Митрополита Київського і всієї України за версією Москви.
За потребою для допомоги єпархіальному архієреєві синодом РПЦвУ призначаються вікарні єпископи з обсягом повноважень, які визначаються єпархіальним архієреєм.
Архієрей має титул, який включає назву кафедрального міста. Архієрейські титули визначаються Священним синодом.
Кандидати в архієрейський сан обираються у віці не молодше 30 років з чернецтва або з осіб білого духовенства, які не є одруженими, з обов'язковим постриженням у чернецтво. Кандидат, якого обирають, має відповідати високому званню єпископа за моральними якостями та загальною і богословською освітою.
Овдовілою єпархією тимчасово керує архієрей, якого призначає Митрополит Київський і всієї України за версією Москви. У період, коли архієрейська кафедра є овдовілою, не можуть звершуватись будь-які справи, пов'язані з реорганізацією єпархіального життя, а також не може бути змінена діяльність, започаткована попереднім архієреєм.
У випадку, переведення єпархіального архієрея на іншу кафедру, виходу його на спокій або смерті, Єпархіальна рада створює комісію, яка робить ревізію єпархіального майна і складає відповідний акт для передачі єпархії новопризначеному єпархіальному архієрею.
Церковне майно, яке мав єпархіальний архієрей згідно зі своїм станом і посадою і яке перебуває в офіційній архієрейській резиденції, після його смерті вноситься до інвентарної книги єпархії і переходить у її власність. Особисте майно спочилого єпархіального архієрея успадковується відповідно до чинного законодавства про спадщину.
Єпархія не може вдовувати понад сорок днів, за винятком особливих випадків.
Без попереднього дозволу вищої церковної влади, єпархіальним архієреям надається право залишати свої єпархії з поважних причин на строк не більше 14 днів; на триваліший строк єпархіальні архієреї беруть такий дозвіл в установленому порядку.
Утримання єпархіальних архієреїв визначається синодом, при залишенні посади їм призначається пенсія згідно з «Положенням про церковні пенсії».
Після досягнення 75-річного віку єпархіальний архієрей подає на ім'я Митрополита Київського і всієї України прохання про вихід на спокій. Питання про час задоволення такого прохання вирішується синодом.

## Обов'язки і права
Архієреї користуються всією повнотою ієрархічної влади. Єпархіальний архієрей висвячує і призначає кліриків на місця їхнього служіння, призначає всіх працівників єпархіальних установ і благословляє чернечі постриження. Він має право приймати до кліру своєї єпархії духовенство з інших єпархій за наявності відпускних грамот, а також відпускати священнослужителів до інших єпархій, надсилаючи на запит архієреїв особисті справи та відпускні грамоти цих кліриків.
Єпархіальний архієрей скликає Єпархіальні збори та Єпархіальну раду і головує на них, має вищий нагляд за єпархіальними установами та монастирями, що входять до його єпархії. Без згоди єпархіального архієрея жодне рішення органів єпархіального управління не може бути втілене в життя.
Єпархіальний архієрей може звертатися з архіпастирськими посланнями до кліру та мирян у межах єпархії.
До обов'язків єпархіального архієрея входить подання Митрополитові Київському і всієї України щорічного звіту про життя єпархії та про свою діяльність, за встановленою формою.
Єпархіальний архієрей є повноважним представником РПЦвУ перед органами державної влади у питаннях, що стосуються його єпархії.
Здійснюючи управління єпархією, єпархіальний архієрей:
- піклується про збереження віри, християнської моралі та благочестя;
- стежить за правильним звершенням богослужіння та дотриманням церковної благоліпності;
- піклується про місіонерську, катехизаторську та видавничу діяльність;
- відповідає за виконання рішень Соборів, синоду та положень Статуту про управління;
- має право «вето» щодо рішень Єпархіальних зборів з наступним переданням відповідного питання на розгляд синоду;
- згідно з церковними канонами, відвідує парафії своєї єпархії та здійснює нагляд за їхньою діяльністю безпосередньо або через своїх повноважних представників;
- наглядає за діяльністю єпархіального кліру;
- призначає настоятелів парафій та інших кліриків;
- представляє на затвердження Священному синоду ректорів духовних навчальних закладів, настоятелів, настоятельниць та намісників монастирів, що перебувають в єпархіальному підпорядкуванні;
- має право скликання Парафіяльних зборів та затверджує їхні рішення;
- виводить зі складу Парафіяльних рад членів, які порушують канонічні норми та статути парафій;
- затверджує фінансові та інші звіти Парафіяльних рад та доповіді Ревізійних комісій парафій;
- затверджує обраних Парафіяльними зборами голів Парафіяльних рад (інших посадових осіб), Ревізійних комісій та відсторонює їх від виконання обов'язків у разі порушення ними канонічних норм і статуту парафії;
- затверджує протоколи Парафіяльних зборів;
- надає відпустки духовенству на строк більше, ніж один тиждень;
- піклується про вдосконалення духовного і морального стану духовенства;
- піклується про належний освітній рівень священно- та церковнослужителів, для чого організовує їхню підготовку в межах своєї єпархії або направляє достойних кандидатів для вступу до духовних шкіл;
- наглядає за підтриманням належного рівня церковної проповіді;
- подає клопотання Митрополиту Київському і всієї України про нагородження достойних кліриків і мирян відповідними церковними нагородами й особисто нагороджує їх у визначеному порядку;
- благословляє заснування нових парафій;
- дає благословення на будівництво та ремонт храмів, молитовних будинків, каплиць та інших споруд (церковно-адміністративні споруди, будівлі духовних навчальних закладів, монастирські житлові та господарські приміщення, споруди церковних закладів, підприємств тощо) і піклується про те, щоб їхній зовнішній вигляд і внутрішнє вбрання відповідали православній церковній традиції (ремонт древніх храмів і оновлення ікон та іконостасів, які мають культурно-історичну цінність, здійснюється згідно із встановленим законом порядком при особливому піклуванні про це єпархіального архієрея);
- освячує храми;
- піклується про стан церковного співу, іконопису та прикладних церковних мистецтв;
- звертається до органів державної влади з питань повернення у власність або передачі в користування Церкві храмів та інших будівель і споруд, які є майном колишньої церковної власності;
- вирішує питання щодо права власності (володіння, користування, розпорядження) церковним майном у межах єпархії;
- здійснює нагляд за релігійною, адміністративною та фінансовою діяльностю парафій, монастирів, духовних навчальних закладів та інших структурних підрозділів єпархії;
- дає благословення на діяльність місцевих братств та сестринств, а також має право відкликання такого благословення;
- видає власні виконовчо-розпорядчі акти з усіх питань життя та діяльності єпархії;
- підтверджує належність до його єпархії тих парафій, монастирів та інших структурних підрозділів, що входять до єпархії;
- піклується особисто або через відповідні єпархіальні установи: 
  - про забезпечення парафій усім необхідним для церковних відправ;
  - про недільні школи;
  - про забезпечення на належному рівні церковних засобів масової інформації (друкованих та електронних);
  - про справи милосердя та доброчинності;
  - про задоволення інших церковних потреб.

Здійснюючи нагляд за канонічним порядком і церковною дисципліною, єпархіальний архієрей:
- має право батьківського впливу та покарання щодо кліриків, включаючи оголошення догани, єпитимії, усунення від посади і тимчасову заборону у священнослужінні;
- застерігає мирян, а при потребі, згідно з канонами, накладає на них єпитимію або тимчасово відлучає від церковного спілкування. Важкі провини передає на розгляд церковного суду;
- затверджує стягнення церковного суду і має право пом'якшувати їх;
- згідно з канонами вирішує питання церковних шлюбів та розлучень.

## Правлячі архієреї
Станом на березень 2010 року РПЦвУ налічувала 45 керівних архієреїв, включаючи Митрополита Київського Володимира (Сабодана).

### Сайти
- Статут про управління РПЦвУ.